# Sheraton Porto Alegre Hotel
O Sheraton Porto Alegre Hotel é um hotel localizado em Porto Alegre, Rio Grande do Sul. Faz parte da rede Starwood Hotels & Resorts Worldwide. Localizado no bairro Moinhos de Vento, o hotel tem acesso exclusivo para o Moinhos Shopping, um dos mais sofisticados shoppings centers da cidade.
Classificado como um hotel cinco estrelas, hospeda regularmente personalidades na capital gaúcha, tendo entre seus hóspedes os integrantes do Black Eyed Peas, Paul McCartney, Jonas Brothers e Cyndi Lauper.
Em março de 2012, o terreno que compreende o hotel e o shopping foi comprado do empresário Jorge Gerdau Johannpeter pela Companhia Zaffari por R$ 220 milhões de reais.